# Santa's Coming for Us
Santa's Coming for Us è un singolo della cantautrice australiana Sia, pubblicato il 30 ottobre 2017 come unico estratto dall'ottavo album in studio Everyday Is Christmas.

## Descrizione
Il brano è stato scritto e prodotto da Sia e Greg Kurstin nel mese di maggio 2017. Con un ritmo divertente, la canzone annuncia l'arrivo di Babbo Natale in città.

## Video musicale
Il vide è stato reso disponibile su Vevo il 22 novembre 2017 e ha visto la partecipazione di Kristen Bell, Dax Shepard, JB Smoove, Susan Lucci, Henry Winkler, Sophia Lillis, Caleb McLaughlin e Wyatt Oleff.

## Tracce
1. Santa's Coming for Us – 3:26